# Schrumpffolienverpackung

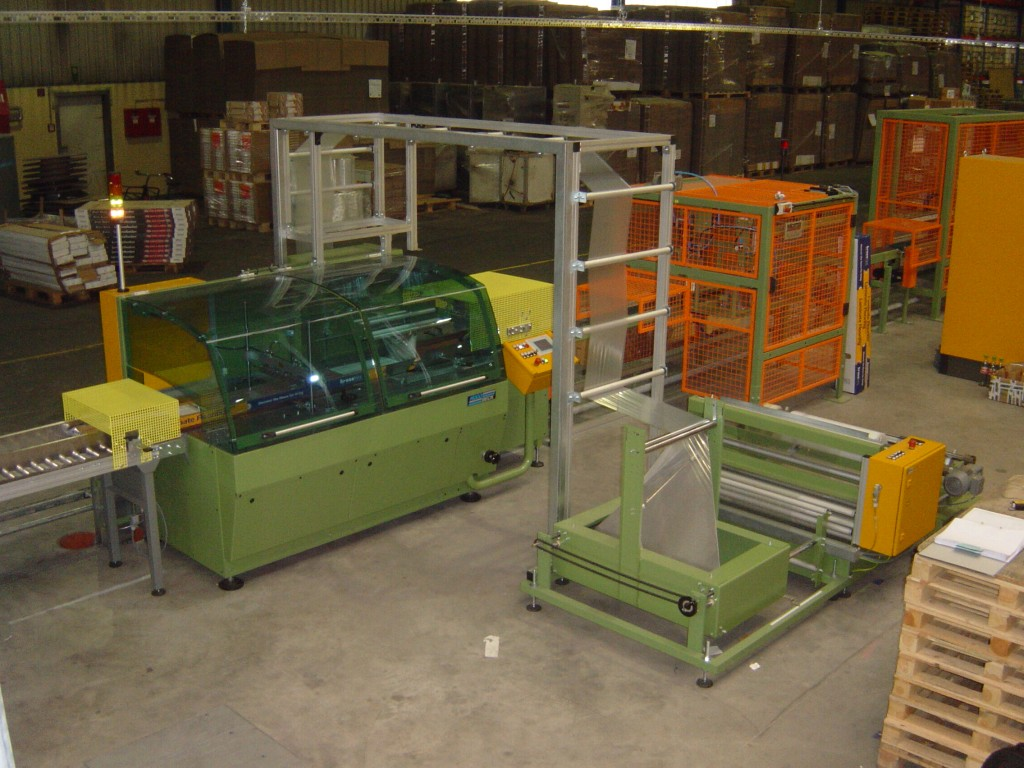
Maschine zum Verpacken von bis zu 35 Paketen Laminatfußboden/Min. in kontinuierlicher Arbeitsweise

Schrumpffolienverpackung dient als Umverpackung einer Ware; sie muss zum Teil unterschiedlichste Kriterien erfüllen:
- zum einen ist sie mit Polyethylen-Folie im Bereich der Transportpaletten-Logistik sowie der Holzverpackung (Laminatfußböden, Leimholzplatten, Profilbretter) als „Transportverpackung“ üblich, um einen sicheren, schnellen und einfachen Transport zur Kundschaft zu ermöglichen. Polyethylenfolie kommt hierbei zum Einsatz, weil sie preiswert und einfach in der Entsorgung ist.
- der zweite Anwendungsfall ist die „Verkaufsverpackung“: Für diese kommen Polyolefin-Folie (auch „Feinschrumpffolie“) zum Einsatz. Anzutreffen ist diese Verpackung z. B. bei CDs, DVDs, Puzzles, technischen Artikeln usw. Polyolefinefolien bestehen aus einem Kunststoffmix aus Polyethylen, Polypropylen und anderen Zutaten; ihr Bedarf für den deutschen Markt wird auf ca. 6800 Tonnen/Jahr geschätzt.

## Funktion einer horizontalen Schlauchbeutelmaschine

### Kontinuierliche Arbeitsweise mit Seitenschweißung
Das Produkt wird über Bänder oder eine Fingertransportkette der Formschulter zugeführt. Dort wird ein Halbschlauch geformt, der etwas größer als das zu verpackende Produkt ist, gleichzeitig werden die Produkte in den richtigen Abständen angereiht. Nun wird der mit Produkten gefüllte Halbschlauch mittels eines Saugbandes zur Seitenschweißstation weitertransportiert. Die Seitenschweißstation verschweißt die Folie an der noch offenen Seite des Halbschlauches und trennt gleichzeitig den Abfallstreifen ab. Dieser wird aufgewickelt und dem Recycling zugeführt. Anschließend wird das Produkt zur Querschweißung befördert, an der die vordere bzw. hintere Naht hergestellt wird. In diesem Fall arbeitet die Querschweißung kontinuierlich, d. h. die Querschweißung fährt synchron zum Produkt während des Schweißens und fährt nach dem Schweißen zur nächsten Lücke zurück. Nachdem das Produkt komplett verschweißt ist, läuft es in den Schrumpftunnel ein. Im Schrumpftunnel herrschen Temperaturen zwischen 120 Grad und 250 Grad Celsius, abhängig von Geschwindigkeit und Folientype und -stärke. Die Verpackungsleistungen der Maschinen gehen hierbei von 300 Takte/Stunde (Kleinmaschinen) bis zu 15000 Takte/Stunde (Hochleistungsmaschinen).

### Taktende Arbeitsweise mit kontinuierlicher Seitenschweißung
Die Maschine arbeitet nach dem gleichen Prinzip wie oben beschrieben, jedoch hält die Maschine an, um die Beutel stirnseitig zu verschweißen.

### Kontinuierliche Arbeitsweise mit Überlappung oben oder unten
Hier wird das Produkt typischerweise nur mit einer Fingertransportkette zur Formschulter befördert. Der Halbschlauch wird hier jedoch so geformt, dass die Folie von oben bzw. von unten kommt und dann über eine Strecke von ca. ein bis zwei Metern um das Produkt gelegt wird. Es bleibt oben bzw. unten eine Folienüberlappung von zwei bis fünf Zentimetern. Diese Überlappung wird dann versiegelt um einen geschlossenen Beutel herzustellen. Die Querschweißung funktioniert hier genauso wie bei der Seitenschweißmaschine. Ein Schrumpfen des Beutels ist nicht zwingend erforderlich, da der Beutel extrem eng hergestellt werden kann. Die Verpackungsleistung der Maschinen liegt zwischen 4000 und 15000 Takten pro Stunde.